# Martinja vas
Martinja vas – wieś w Słowenii, w gminie Trebnje. W 2018 roku liczyła 91 mieszkańców.